# Mezinárodní den nebinárních lidí
Mezinárodní den nebinárních lidí připadá na 14. července. Jeho cílem je zvýšit povědomí o situacích, kterým nebinární lidé na celém světě čelí, a jak svou nebinárnost prožívají.
Den se poprvé odehrál v roce 2012. Jeho založení navrhla kanadská spisovatelka Katje van Loon v příspěvku na svém blogu v březnu 2012. V návaznosti na tento příspěvek, bez vědomí van Loon, začal být den uznáván významnými organizacemi pro lidská práva, například Human Rights Campaign a Stonewall. V Česku je den uznáván organizací Prague Pride od roku 2019 a organizací Transparent. Datum bylo záměrně zvoleno tak, aby se den odehrával přesně mezi Mezinárodním dnem žen (8. března) a Mezinárodním dnem mužů (19. listopadu).
Většina zemí světa, včetně Česka, nebinaritu právně neuznává jako pohlaví; většina nebinárních lidí na světě má tedy ve svém průkazu totožnosti a cestovním pasu uvedené pohlaví, které jim bylo přiřazeno při narození.
V Austrálii, Bangladéši, Dánsku, Indii, Kanadě, Německu, Nizozemsku a na Novém Zélandu je možné uvést nebinární pohlaví v cestovním pase. Ve 23 státech USA a městě Washington, D.C. je možné uvést pohlaví na řidičském průkazu jako „X“.
V pondělí předcházejícímu Mezinárodnímu dni nebinárních osob začíná Týden viditelnosti nebinárních osob.